# تأثيرات تغير المناخ على الدول الجزرية

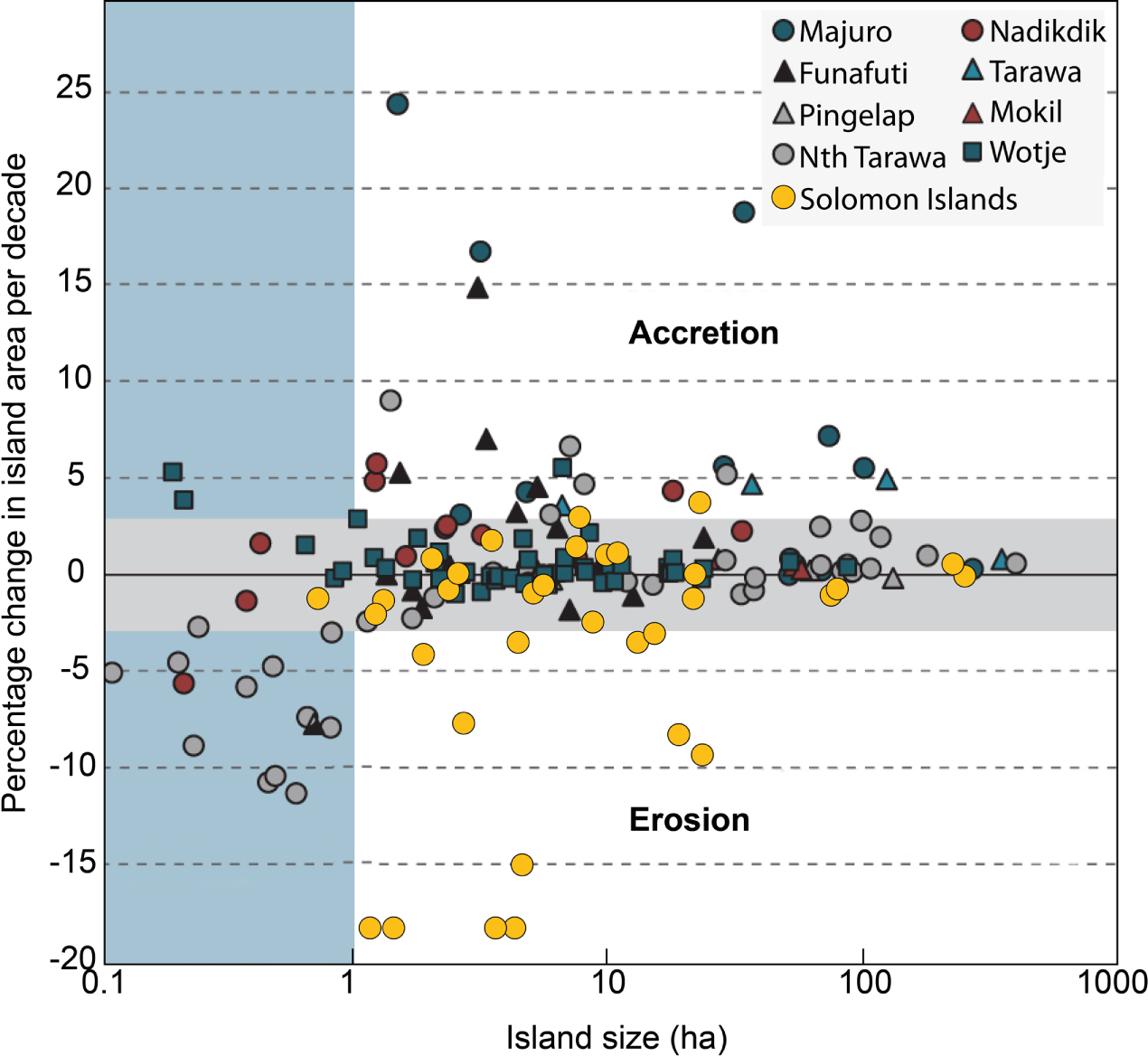

يتسبب التغير المناخي بتحولات هائلة في عمليات الأرض وبتغيير الوضع الراهن للأرض. يتصل التغير المناخي اتصالًا وثيقًا بالتنمية الإنسانية من خلال الخطر الذي يُشكله على الدول الجزرية. تتعرض حياة سكان الجزر وحضاراتها لخطر الزوال بسبب استمرار ارتفاع مستويات مياه البحر. توجد مجموعة من الجزر الصغيرة ذات الكثافة السكانية المنخفضة ولا تملك المال الكافي لمساعدتها في حماية الجزيرة من هذا الخطر. بالإضافة إلى ذلك، لا يمتلك سكان هذه الجزر الموارد اللازمة لهجرة الجزيرة. أشار الرئيس السابق لجمهورية جزر مارشال، كريستوفر لويك، لهذا الأمر بقوله: «عانت دولتي، في السنة الماضية وحدها من جفاف شديد في الشمال، وحالات مد هائلة هي الأكبر في الجنوب، وشهدنا ترك أشد الأعاصير لآثار الموت والدمار في المنطقة». ما تزال الجهود جارية لمقارعة هذه التغيرات البيئية وعلى مستوى دول متعددة. يعَد اعتماد اتفاقية باريس في قمة الأمم المتحدة للمناخ في باريس 2015 نجاحًا منقطع النظير، وهي خطوة في الاتجاه الصحيح في ما يتعلق بمحاربة تأثيرات التغير المناخي عبر إبطاء وتيرة الاحتباس الحراري.

## ارتفاع مستوى سطح البحر
يُعد ارتفاع مستوى سطح البحر واحدًا من المظاهر السائدة للتغير المناخي. تقدر الإدارة الوطنية للمحيطات والغلاف الجوي «إشارة الطرق الجديدة لقياس الارتفاع بواسطة السواتل (قياس الارتفاع أو العلو) المستعملة منذ 1992 إلى معدل ارتفاع يصل إلى 0.12 بوصة في السنة». بالإضافة إلى هذا، تشير حسابات وكالة ناسا إلى وصول معدل ارتفاع منسوب البحر إلى 3.41 مليمتر في السنة ويُعزى السبب في ارتفاع منسوب البحر هذا إلى تمدد حجم المياه بسبب الحرارة وذوبان القمم الجليدية. يعود السبب في حصول هذين التغييرين إلى الاحتباس الحراري والتغير المناخي. يُشكل ارتفاع مستوى سطح البحر خطرًا على الدول الجزرية المنخفضة بسبب تعدي البحار على الأراضي المحدودة الصالحة للسكن؛ ما يهدد وجود الثقافات القائمة في الجزيرة. يُشير ستيفان راهمستورف، أستاذ فيزياء المحيط في جامعة بوتسدام في ألمانيا إلى ذلك بقوله: «تبقى الدول الجزرية والمدن الساحلية معرضة لخطر الغرق حتى وإنْ حُدد الاحتباس الحراري بدرجتين فقط».
مع ذلك، فإنه من المهم التأمل بالبحوث الحديثة التي تُناقض الادعاء القائل بضرورة تعرض الدول الجزرية للغرق نتيجة لارتفاع مستوى سطح البحر. أظهرت الدراسات المعمولة من قبل عالم الجيومورفولوجيا، في جامعة أوكلاند، بول كينخ، «تغيير الجزر المرجانية لشكلها إضافة إلى تحركها استجابة لانتقال الرواسب، وتشهد الكثير منها زيادة في الحجم لا نقصانًا مع ارتفاع منسوب مياه البحر». مع ذلك يُشير كينخ إلى أن «امتلاك المناطق التي تحولت بفعل النمو البشري لمستقبل أكثر قتامة، مثل عواصم كيريباتي وتوفالو والمالديف»، وذلك بسبب عدم تمكن هذه الجزر من التكيف مع ارتفاع مستوى سطح البحر، وبذلك فإنها معرضة للخطر بشكل أكبر.

## تأثيرات أخرى للتغير المناخي
هناك العديد من التأثيرات الثانوية للتغير المناخي وارتفاع مستوى سطح البحر الخاصة بالدول الجزرية. تُشير المؤسسة الأمريكية للأسماك والحياة البرية إلى تأثير التغير المناخي على جزر المحيط الهادئ، وإنه سيتسبب «بزيادات مستمرة في درجات حرارة الهواء وسطح المحيط الهادئ، وزيادة في حدوث الظواهر الجوية العنيفة، وزيادة في هطول الأمطار في أشهر الصيف ونقصانًا في هطول الأمطار خلال أشهر الشتاء». يُمكن أن يتسبب هذا بتغيرات ملحوظة في أنظمة الجزيرة البيئية ومحيطاتها الحيوية الصغيرة والمتنوعة والمنعزلة والموجودة ضمن العديد من الدول الجزرية هذه. تتعرض الدول الجزرية لزيادة في خطر خسارة الأراضي الساحلية الصالحة للزراعة بسبب ارتفاع مستوى سطح البحر الذي يؤدي بدوره إلى تحلل التربة وتآكلها. يُصبح إنتاج محاصيل الكفاف مثل شجرة الخبز أمرًا صعبًا جدًا بعد تعرض التربة المحدودة في الجزيرة للتملح. يؤثر هذا بشكل كبير على قطاعي الزراعة والتجارة في بلدان مثل جزر مارشال وكيريباتي. بالإضافة إلى ذلك، يؤثر هذا على مصايد الأسماك المحلية كثيرًا؛ وذلك بسبب ارتفاع درجات حرارة المحيط وازدياد حموضة مياهه.
قد يؤدي ارتفاع درجة حرارة المحيطات وانخفاض الأس الهيدروجيني الخاص بها إلى موت العديد من الأسماك والمخلوقات البحرية الأخرى أو تغيير عاداتها ومجاميعها. إضافة إلى هذا، تتعرض مصادر المياه والأنظمة البيئية المحلية مثل أشجار المانغروف إلى تهديد بالزوال بسبب الاحتباس الحراري. قد تؤدي زيادة الظواهر الجوية العنيفة مثل الأعاصير وحالات الجفاف إلى تهديد قطاع السياحة.

## المالديف
تُمثل المالديف أرخبيلًا من الجزر المتباعدة والمنخفضة وجزر مرجانية تقع في المحيط الهندي. يُهدد التغير المناخي وجود جزر المالديف بالإضافة إلى تقليله من الإمكانات البشرية في هذه الجزر. تُشير تقارير البنك الدولي إلى «إمكانية تعرض البلاد بأكملها للغرق، وذلك مع إمكانية ارتفاع مستوى سطح البحر بحدود 10 إلى 100 سنتيمتر بحلول العام 2100». سيؤثر هذا بشكل جدي على حضارة جميع مواطني المالديف ومعيشتهم. يُشير رئيس المالديف، مأمون عبد القيوم، إلى ذلك بقوله: «... لا تمكن مقارنة التهديد الذي تتسبب به هذه الأمور، من ناحية الحجم والاحتمالية، مع تهديد التغير المناخي وارتفاع سطح البحر الناجم عنه لحياة 300,000 مواطن في المالديف». يعيش معظم سكان المالديف في جزر مرجانية صغيرة ومسطحة وكثيفة بالسكان والمعرضة للأذى نتيجة عواصف عنيفة أو لأي ارتفاع بسيط لمستوى سطح البحر. تُعد العاصمة ماليه أكثر المدن المهددة؛ بسبب وقوعها على جزيرة مرجانية صغيرة ومسطحة وكثيفة بالسكان ومحاطة بحواجز بحرية، إضافة إلى حواجز أخرى لحمايتها من العواصف. هذا يعني عدم قدرة الجزيرة المرجانية لماليه على تغيير شكلها استجابة لارتفاع مستويات سطح البحر، واعتمادها بشكل متزايد على الحلول الهندسية المكلفة.
حضّرت الحكومة القومية للمالديف برنامج العمل الوطني للتكيف، وذلك للعمل على محاربة التغير المناخي وما يُسببه من ارتفاع في مستوى سطح البحر ولمحاولة أخذ التهديدات الجادة التي تواجه المالديف بعين الاعتبار والتخفيف من حدتها. اتخذت المالديف مجموعة من الإجراءات لمحاربة ارتفاع مستوى سطح البحر، ومن ضمن هذه الإجراءات بناء حاجز حول العاصمة ماليه، وترميم البنى التحتية المحلية، بالأخص الموانئ. تتولى المالديف زمام القيادة في محاولتها لكبح التغير المناخي عبر تحديدها لهدف تحقيق اقتصاد غير معتمد على الكربون إطلاقًا بحلول 2020. يُشير وزير البيئة المالديفي السابق، محمد أسلام، إلى أنه «إن كانت المالديف قادرة على فعلها، فيُمكن للدول الأخرى أن تفعلها أيضًا. لا نكتفي بالكلام فقط، ونهتم بأن نكون مثالًا يُحتذى به». بالإضافة إلى هذا، يُهدد التغير المناخي الاقتصاد المحلي للمالديف بشكل كبير. يُعد قطاع السياحة مثالًا على تهديد التغير المناخي للاقتصاد المحلي، إذ يؤثر عليه من خلال ازدياد احتمالية حدوث العواصف العنيفة والإضرار بالشعب المرجانية وتآكل الشواطئ.

## دول جزرية أخرى
لم تطلْ تأثيرات التغير المناخي المالديف وجزر مارشال فقط. تعرضت جميع الدول الجزرية النامية -بالأخص المنخفضة والمحتوية على مراكز للسكان الساحليين- للتهديد من تأثيرات التغير المناخي. أُجبرت العديد من جزر المحيط الهادئ مثل جزر مارشال -ومن ضمنها توفالو وناورو- على التعامل مع ارتفاع مستوى سطح البحر. تُعد تولافو من الدول الجزرية البولينيسية الصغيرة الواقعة في المحيط الهادئ. تقع في منتصف المسافة بين هاواي وأستراليا. تتكون تولافو من تسع جزر صغيرة، تتألف خمس من هذه الجزر من جزر مرجانية، في حين تتألف الجزر الأربعة الأخرى من أرض ناشئة من قاع البحر. تُمثل جميعها جزرًا منخفضة، وترتفع تولافو 4.5 مترًا فوق مستوى سطح البحر. بجانب فونافوتي عاصمة توفالو، يُقدر ارتفاع مستوى سطح البحر بنحو 1.2 ± 0.8 ملمتر في السنة. إضافة إلى هذا، يتسبب المد العالي المتزايد بخطر أكبر على جزيرة توفالو. تدرس توفالو خطط إعادة التوطين والدفع باتجاه زيادة العمل لمجابهة التغير المناخي في الأمم المتحدة، وذلك ضمن استجابة لارتفاع مستوى سطح البحر. تتعرض الدول المحتوية على أراض ساحلية منخفضة مثل بنغلادش، ومدن ساحلية منخفضة مثل ميامي، لخطر ارتفاع مستوى سطح البحر.